# 에노모토 데쓰야
에노모토 데쓰야(일본어: 榎本 哲也, 1983년 5월 2일 ~ )는 일본의 전 축구 선수이다.

## 구단 경력
그는 2002년부터 2019년까지 J리그의 요코하마 F. 마리노스, 우라와 레즈, 카탈레 도야마에서 활동하였다.